# Guddarp
Guddarp är en by i Berga socken i Ljungby kommun, Kronobergs län.